# 22. Dáil
Der 22. Dáil wurde am 11. Juni 1981 gewählt. Insgesamt 166 Abgeordnete (Teachtaí Dála) wurden in 41 Wahlkreisen mit dem Verfahren der übertragbaren Einzelstimmgebung (single transferable vote) bestimmt.

## Wahlausgang
siehe: Wahlen zum Dáil Éireann 1981

Sitzverteilung im 22. Dáil

Fianna Fáil und Fine Gael waren die stärksten Kräfte im Dáil.
Der Dáil Éireann kam erstmals am 30. Juni 1981 zur konstituierenden Sitzung zusammen. Als Vorsitzender des Dáils (Ceann Comhairle) wurde John O’Connell (Fianna Fáil) gewählt. Seine Vertretung (Leas-Cheann Comhairle) wurde Jim Tunney (Fianna Fáil).
Garret FitzGerald wurde zum Taoiseach gewählt. Er bildete die Regierung FitzGerald I.  Oppositionsführer (Ceannaire an Fhreasúra) war Charles Haughey von der Fianna Fáil. Nachdem der Haushalt nicht beschlossen werden konnte, bat FitzGerald am 27. Januar 1982 um die Auflösung des Dáil. Es folgten die Neuwahlen am 18. Februar 1982.
| Partei | Partei           | Vorsitzende/r im Dáil (Beginn) | Juni 1981: gewählte Teachtaí Dála | Jan. 1982: Teachtaí Dála | Veränderung |
| ------ | ---------------- | ------------------------------ | --------------------------------- | ------------------------ | ----------- |
|        | Fianna Fáil      | Charles Haughey                | 78                                | 78                       | −           |
|        | Fine Gael        | Garret FitzGerald              | 65                                | 65                       | −           |
|        | Labour Party     | Dick Spring                    | 15                                | 15                       | −           |
|        | Workers’ Party   | Tomás Mac Giolla               | 1                                 | 1                        | −           |
|        | Socialist Labour | Noël Browne                    | 1                                 | 1                        | −           |
|        | Unabhängige      |                                | 6                                 | 4                        | −2          |
|        | Ceann Comhairle  |                                | −                                 | 1                        | +1          |
|        | Vakant           |                                | −                                 | 1                        | +1          |
| Gesamt | Gesamt           | 166                            | 166                               | 166                      | –           |

## Teachtaí Dála
| Wahlkreis            | Name                      | Partei (Teilgruppe) | Partei (Teilgruppe)     | Partei (Teilgruppe)     | Partei (Teilgruppe)                            | Im Amt seit       |
| Wahlkreis            | Name                      | Zu Beginn des Dáil  | Zu Beginn des Dáil      | Zum Ende des Dáil       | Zum Ende des Dáil                              | Im Amt seit       |
| -------------------- | ------------------------- | ------------------- | ----------------------- | ----------------------- | ---------------------------------------------- | ----------------- |
| Carlow–Kilkenny      | Kieran Crotty             |                     | Fine Gael               | Fine Gael               | Fine Gael                                      | 2. Juli 1969      |
| Carlow–Kilkenny      | Tom Nolan                 |                     | Fianna Fáil             | Fianna Fáil             | Fianna Fáil                                    | 21. April 1965    |
| Carlow–Kilkenny      | Séamus Pattison           |                     | Labour                  | Labour                  | Labour                                         | 11. Oktober 1961  |
| Carlow–Kilkenny      | Desmond Governey          |                     | Fine Gael               | Fine Gael               | Fine Gael                                      | 30. Juni 1981     |
| Carlow–Kilkenny      | Liam Aylward              |                     | Fianna Fáil             | Fianna Fáil             | Fianna Fáil                                    | 5. Juli 1977      |
| Cavan–Monaghan       | John Conlan               |                     | Fine Gael               | Fine Gael               | Fine Gael                                      | 2. Juli 1969      |
| Cavan–Monaghan       | Tom Fitzpatrick           |                     | Fine Gael               |                         | Ceann Comhairle                                | 21. April 1965    |
| Cavan–Monaghan       | John P. Wilson            |                     | Fianna Fáil             | Fianna Fáil             | Fianna Fáil                                    | 4. März 1973      |
| Cavan–Monaghan       | Rory O’Hanlon             |                     | Fianna Fáil             | Fianna Fáil             | Fianna Fáil                                    | 5. Juli 1977      |
| Cavan–Monaghan       | Kieran Doherty            |                     | Independent             |                         | am 2. August 1981 nach Hungerstreik verstorben | 30. Juni 1981     |
| Clare                | Madeline Taylor           |                     | Fine Gael               | Fine Gael               | Fine Gael                                      | 30. Juni 1981     |
| Clare                | William Loughnane         |                     | Fianna Fáil             | Fianna Fáil             | Fianna Fáil                                    | 2. Juli 1969      |
| Clare                | Brendan Daly              |                     | Fianna Fáil             | Fianna Fáil             | Fianna Fáil                                    | 4. März 1973      |
| Clare                | Sylvester Barrett         |                     | Fianna Fáil             | Fianna Fáil             | Fianna Fáil                                    | 14. März 1968     |
| Cork East            | Carey Joyce               |                     | Fianna Fáil             | Fianna Fáil             | Fianna Fáil                                    | 30. Juni 1981     |
| Cork East            | Patrick Hegarty           |                     | Fine Gael               | Fine Gael               | Fine Gael                                      | 4. März 1973      |
| Cork East            | Myra Barry                |                     | Fine Gael               | Fine Gael               | Fine Gael                                      | 7. November 1979  |
| Cork East            | Joe Sherlock              |                     | Workers’ Party          | Workers’ Party          | Workers’ Party                                 | 30. Juni 1981     |
| Cork North-Central   | Denis Lyons               |                     | Fianna Fáil             | Fianna Fáil             | Fianna Fáil                                    | 30. Juni 1981     |
| Cork North-Central   | Bernard Allen             |                     | Fine Gael               | Fine Gael               | Fine Gael                                      | 30. Juni 1981     |
| Cork North-Central   | Liam Burke                |                     | Fine Gael               | Fine Gael               | Fine Gael                                      | 7. November 1979  |
| Cork North-Central   | Toddy O’Sullivan          |                     | Labour                  | Labour                  | Labour                                         | 30. Juni 1981     |
| Cork North-Central   | Seán French               |                     | Fianna Fáil             | Fianna Fáil             | Fianna Fáil                                    | 9. November 1967  |
| Cork North-West      | Donal Creed               |                     | Fine Gael               | Fine Gael               | Fine Gael                                      | 21. April 1965    |
| Cork North-West      | Frank Crowley             |                     | Fine Gael               | Fine Gael               | Fine Gael                                      | 30. Juni 1981     |
| Cork North-West      | Thomas Meaney             |                     | Fianna Fáil             | Fianna Fáil             | Fianna Fáil                                    | 21. April 1965    |
| Cork South-Central   | Pearse Wyse               |                     | Fianna Fáil             | Fianna Fáil             | Fianna Fáil                                    | 21. April 1965    |
| Cork South-Central   | Gene FitzGerald           |                     | Fianna Fáil             | Fianna Fáil             | Fianna Fáil                                    | 2. August 1972    |
| Cork South-Central   | Peter Barry               |                     | Fine Gael               | Fine Gael               | Fine Gael                                      | 2. Juli 1969      |
| Cork South-Central   | Hugh Coveney              |                     | Fine Gael               | Fine Gael               | Fine Gael                                      | 30. Juni 1981     |
| Cork South-Central   | Eileen Desmond            |                     | Labour                  | Labour                  | Labour                                         | 4. März 1973      |
| Cork South-West      | Jim O’Keeffe              |                     | Fine Gael               | Fine Gael               | Fine Gael                                      | 5. Juli 1977      |
| Cork South-West      | Patrick Joseph Sheehan    |                     | Fine Gael               | Fine Gael               | Fine Gael                                      | 30. Juni 1981     |
| Cork South-West      | Florence Crowley          |                     | Fianna Fáil             | Fianna Fáil             | Fianna Fáil                                    | 30. Juni 1981     |
| Donegal North-East   | Neil Blaney               |                     | Independent Fianna Fáil | Independent Fianna Fáil | Independent Fianna Fáil                        | 11. Oktober 1961  |
| Donegal North-East   | Hugh Conaghan             |                     | Fianna Fáil             | Fianna Fáil             | Fianna Fáil                                    | 5. Juli 1977      |
| Donegal North-East   | Patrick Harte             |                     | Fine Gael               | Fine Gael               | Fine Gael                                      | 11. Oktober 1961  |
| Donegal South-West   | James White               |                     | Fine Gael               | Fine Gael               | Fine Gael                                      | 4. März 1973      |
| Donegal South-West   | Clement Coughlan          |                     | Fianna Fáil             | Fianna Fáil             | Fianna Fáil                                    | 6. November 1980  |
| Donegal South-West   | Pat Gallagher             |                     | Fianna Fáil             | Fianna Fáil             | Fianna Fáil                                    | 30. Juni 1981     |
| Dublin Central       | Bertie Ahern              |                     | Fianna Fáil             | Fianna Fáil             | Fianna Fáil                                    | 5. Juli 1977      |
| Dublin Central       | Michael Keating           |                     | Fine Gael               | Fine Gael               | Fine Gael                                      | 5. Juli 1977      |
| Dublin Central       | Alice Glenn               |                     | Fine Gael               | Fine Gael               | Fine Gael                                      | 30. Juni 1981     |
| Dublin Central       | George Colley             |                     | Fianna Fáil             | Fianna Fáil             | Fianna Fáil                                    | 11. Oktober 1961  |
| Dublin Central       | Michael O’Leary           |                     | Labour                  | Labour                  | Labour                                         | 21. April 1965    |
| Dublin North         | Ray Burke                 |                     | Fianna Fáil             | Fianna Fáil             | Fianna Fáil                                    | 4. März 1973      |
| Dublin North         | John Boland               |                     | Fine Gael               | Fine Gael               | Fine Gael                                      | 5. Juli 1977      |
| Dublin North         | Nora Owen                 |                     | Fine Gael               | Fine Gael               | Fine Gael                                      | 30. Juni 1981     |
| Dublin North-Central | Noël Browne               |                     | Socialist Labour        | Socialist Labour        | Socialist Labour                               | 5. Juli 1977      |
| Dublin North-Central | Vincent Brady             |                     | Fianna Fáil             | Fianna Fáil             | Fianna Fáil                                    | 5. Juli 1977      |
| Dublin North-Central | Charles Haughey           |                     | Fianna Fáil             | Fianna Fáil             | Fianna Fáil                                    | 20. März 1957     |
| Dublin North-Central | George Birmingham         |                     | Fine Gael               | Fine Gael               | Fine Gael                                      | 30. Juni 1981     |
| Dublin North-East    | Liam Fitzgerald           |                     | Fianna Fáil             | Fianna Fáil             | Fianna Fáil                                    | 30. Juni 1981     |
| Dublin North-East    | Seán Loftus               |                     | Independent             | Independent             | Independent                                    | 30. Juni 1981     |
| Dublin North-East    | Michael Woods             |                     | Fianna Fáil             | Fianna Fáil             | Fianna Fáil                                    | 5. Juli 1977      |
| Dublin North-East    | Michael Joe Cosgrave      |                     | Fine Gael               | Fine Gael               | Fine Gael                                      | 5. Juli 1977      |
| Dublin North-West    | Michael Barrett           |                     | Fianna Fáil             | Fianna Fáil             | Fianna Fáil                                    | 30. Juni 1981     |
| Dublin North-West    | Mary Flaherty             |                     | Fine Gael               | Fine Gael               | Fine Gael                                      | 30. Juni 1981     |
| Dublin North-West    | Jim Tunney                |                     | Fianna Fáil             | Fianna Fáil             | Fianna Fáil                                    | 2. Juli 1969      |
| Dublin North-West    | Hugh Byrne                |                     | Fine Gael               | Fine Gael               | Fine Gael                                      | 2. Juli 1969      |
| Dublin South         | Nuala Fennell             |                     | Fine Gael               | Fine Gael               | Fine Gael                                      | 30. Juni 1981     |
| Dublin South         | John M. Kelly             |                     | Fine Gael               | Fine Gael               | Fine Gael                                      | 4. März 1973      |
| Dublin South         | Alan Shatter              |                     | Fine Gael               | Fine Gael               | Fine Gael                                      | 30. Juni 1981     |
| Dublin South         | Séamus Brennan            |                     | Fianna Fáil             | Fianna Fáil             | Fianna Fáil                                    | 30. Juni 1981     |
| Dublin South         | Niall Andrews             |                     | Fianna Fáil             | Fianna Fáil             | Fianna Fáil                                    | 5. Juli 1977      |
| Dublin South-Central | Gay Mitchell              |                     | Fine Gael               | Fine Gael               | Fine Gael                                      | 30. Juni 1981     |
| Dublin South-Central | John O’Connell            |                     | Independent             | Independent             | Independent                                    | 21. April 1965    |
| Dublin South-Central | Ben Briscoe               |                     | Fianna Fáil             | Fianna Fáil             | Fianna Fáil                                    | 21. April 1965    |
| Dublin South-Central | Thomas J. Fitzpatrick     |                     | Fianna Fáil             | Fianna Fáil             | Fianna Fáil                                    | 21. April 1965    |
| Dublin South-Central | Fergus O’Brien            |                     | Fine Gael               | Fine Gael               | Fine Gael                                      | 4. März 1973      |
| Dublin South-East    | Garret FitzGerald         |                     | Fine Gael               | Fine Gael               | Fine Gael                                      | 2. Juli 1969      |
| Dublin South-East    | Richie Ryan               |                     | Fine Gael               | Fine Gael               | Fine Gael                                      | 22. Juli 1959     |
| Dublin South-East    | Gerard Brady              |                     | Fianna Fáil             | Fianna Fáil             | Fianna Fáil                                    | 5. Juli 1977      |
| Dublin South-East    | Seán Moore                |                     | Fianna Fáil             | Fianna Fáil             | Fianna Fáil                                    | 21. April 1965    |
| Dublin South-West    | Mervyn Taylor             |                     | Labour                  | Labour                  | Labour                                         | 30. Juni 1981     |
| Dublin South-West    | Seán Walsh                |                     | Fianna Fáil             | Fianna Fáil             | Fianna Fáil                                    | 4. März 1973      |
| Dublin South-West    | Larry McMahon             |                     | Fine Gael               | Fine Gael               | Fine Gael                                      | 2. Dezember 1970  |
| Dublin South-West    | Mary Harney               |                     | Fianna Fáil             | Fianna Fáil             | Fianna Fáil                                    | 30. Juni 1981     |
| Dublin West          | Brian Lenihan senior      |                     | Fianna Fáil             | Fianna Fáil             | Fianna Fáil                                    | 5. Juli 1977      |
| Dublin West          | Liam Lawlor               |                     | Fianna Fáil             | Fianna Fáil             | Fianna Fáil                                    | 5. Juli 1977      |
| Dublin West          | Richard Burke             |                     | Fine Gael               | Fine Gael               | Fine Gael                                      | 30. Juni 1981     |
| Dublin West          | Jim Mitchell              |                     | Fine Gael               | Fine Gael               | Fine Gael                                      | 5. Juli 1977      |
| Dublin West          | Brian Fleming             |                     | Fine Gael               | Fine Gael               | Fine Gael                                      | 30. Juni 1981     |
| Dún Laoghaire        | Liam T. Cosgrave          |                     | Fine Gael               | Fine Gael               | Fine Gael                                      | 30. Juni 1981     |
| Dún Laoghaire        | David Andrews             |                     | Fianna Fáil             | Fianna Fáil             | Fianna Fáil                                    | 21. April 1965    |
| Dún Laoghaire        | Martin O’Donoghue         |                     | Fianna Fáil             | Fianna Fáil             | Fianna Fáil                                    | 5. Juli 1977      |
| Dún Laoghaire        | Barry Desmond             |                     | Labour                  | Labour                  | Labour                                         | 2. Juli 1969      |
| Dún Laoghaire        | Seán Barrett              |                     | Fine Gael               | Fine Gael               | Fine Gael                                      | 30. Juni 1981     |
| Galway East          | Paul Connaughton senior   |                     | Fine Gael               | Fine Gael               | Fine Gael                                      | 30. Juni 1981     |
| Galway East          | John Callanan             |                     | Fianna Fáil             | Fianna Fáil             | Fianna Fáil                                    | 4. März 1973      |
| Galway East          | Michael P. Kitt           |                     | Fianna Fáil             | Fianna Fáil             | Fianna Fáil                                    | 30. Juni 1981     |
| Galway West          | John Donnellan            |                     | Fine Gael               | Fine Gael               | Fine Gael                                      | 3. Dezember 1964  |
| Galway West          | Michael D. Higgins        |                     | Labour                  | Labour                  | Labour                                         | 30. Juni 1981     |
| Galway West          | Bobby Molloy              |                     | Fianna Fáil             | Fianna Fáil             | Fianna Fáil                                    | 21. April 1965    |
| Galway West          | Máire Geoghegan-Quinn     |                     | Fianna Fáil             | Fianna Fáil             | Fianna Fáil                                    | 4. März 1975      |
| Galway West          | Mark Killilea junior      |                     | Fianna Fáil             | Fianna Fáil             | Fianna Fáil                                    | 5. Juli 1977      |
| Kerry North          | Denis Foley               |                     | Fianna Fáil             | Fianna Fáil             | Fianna Fáil                                    | 30. Juni 1981     |
| Kerry North          | Thomas McEllistrim junior |                     | Fianna Fáil             | Fianna Fáil             | Fianna Fáil                                    | 2. Juli 1969      |
| Kerry North          | Dick Spring               |                     | Labour                  | Labour                  | Labour                                         | 30. Juni 1981     |
| Kerry South          | Michael Moynihan          |                     | Labour                  | Labour                  | Labour                                         | 30. Juni 1981     |
| Kerry South          | Michael Begley            |                     | Fine Gael               | Fine Gael               | Fine Gael                                      | 2. Juli 1969      |
| Kerry South          | John O’Leary              |                     | Fianna Fáil             | Fianna Fáil             | Fianna Fáil                                    | 7. Dezember 1966  |
| Kildare              | Charlie McCreevy          |                     | Fianna Fáil             | Fianna Fáil             | Fianna Fáil                                    | 5. Juli 1977      |
| Kildare              | Bernard Durkan            |                     | Fine Gael               | Fine Gael               | Fine Gael                                      | 30. Juni 1981     |
| Kildare              | Joseph Bermingham         |                     | Labour                  | Labour                  | Labour                                         | 4. März 1973      |
| Kildare              | Paddy Power               |                     | Fianna Fáil             | Fianna Fáil             | Fianna Fáil                                    | 2. Juli 1969      |
| Kildare              | Alan Dukes                |                     | Fine Gael               | Fine Gael               | Fine Gael                                      | 30. Juni 1981     |
| Laois–Offaly         | Bernard Cowen             |                     | Fianna Fáil             | Fianna Fáil             | Fianna Fáil                                    | 5. Juli 1977      |
| Laois–Offaly         | Oliver J. Flanagan        |                     | Fine Gael               | Fine Gael               | Fine Gael                                      | 1. Juli 1943      |
| Laois–Offaly         | Ger Connolly              |                     | Fianna Fáil             | Fianna Fáil             | Fianna Fáil                                    | 2. Juli 1969      |
| Laois–Offaly         | Liam Hyland               |                     | Fianna Fáil             | Fianna Fáil             | Fianna Fáil                                    | 30. Juni 1981     |
| Laois–Offaly         | Tom Enright               |                     | Fine Gael               | Fine Gael               | Fine Gael                                      | 2. Juli 1969      |
| Limerick East        | Michael Noonan            |                     | Fine Gael               | Fine Gael               | Fine Gael                                      | 30. Juni 1981     |
| Limerick East        | Peadar Clohessy           |                     | Fianna Fáil             | Fianna Fáil             | Fianna Fáil                                    | 30. Juni 1981     |
| Limerick East        | Tom O’Donnell             |                     | Fine Gael               | Fine Gael               | Fine Gael                                      | 11. Oktober 1961  |
| Limerick East        | Desmond O’Malley          |                     | Progressive Democrats   | Progressive Democrats   | Progressive Democrats                          | 22. Mai 1968      |
| Limerick East        | Jim Kemmy                 |                     | Independent             | Independent             | Independent                                    | 30. Juni 1981     |
| Limerick West        | Gerard Collins            |                     | Fianna Fáil             | Fianna Fáil             | Fianna Fáil                                    | 9. November 1967  |
| Limerick West        | William O’Brien           |                     | Fine Gael               | Fine Gael               | Fine Gael                                      | 5. Juli 1977      |
| Limerick West        | Michael J. Noonan         |                     | Fianna Fáil             | Fianna Fáil             | Fianna Fáil                                    | 2. Juli 1969      |
| Longford–Westmeath   | Gerald L’Estrange         |                     | Fianna Fáil             | Fianna Fáil             | Fianna Fáil                                    | 21. April 1965    |
| Longford–Westmeath   | Patrick Cooney            |                     | Fine Gael               | Fine Gael               | Fine Gael                                      | 30. Juni 1981     |
| Longford–Westmeath   | Seán Keegan               |                     | Fianna Fáil             | Fianna Fáil             | Fianna Fáil                                    | 5. Juli 1977      |
| Longford–Westmeath   | Albert Reynolds           |                     | Fianna Fáil             | Fianna Fáil             | Fianna Fáil                                    | 5. Juli 1977      |
| Louth                | Paddy Agnew               |                     | Independent             | Independent             | Independent                                    | 30. Juni 1981     |
| Louth                | Pádraig Faulkner          |                     | Fianna Fáil             | Fianna Fáil             | Fianna Fáil                                    | 20. März 1957     |
| Louth                | Bernard Markey            |                     | Fine Gael               | Fine Gael               | Fine Gael                                      | 30. Juni 1981     |
| Louth                | Edward Filgate            |                     | Fianna Fáil             | Fianna Fáil             | Fianna Fáil                                    | 5. Juli 1977      |
| Mayo East            | Seán Calleary             |                     | Fianna Fáil             | Fianna Fáil             | Fianna Fáil                                    | 4. März 1973      |
| Mayo East            | Patrick Joseph Morley     |                     | Fianna Fáil             | Fianna Fáil             | Fianna Fáil                                    | 5. Juli 1977      |
| Mayo East            | Paddy O’Toole             |                     | Fine Gael               | Fine Gael               | Fine Gael                                      | 5. Juli 1977      |
| Mayo West            | Denis Gallagher           |                     | Fianna Fáil             | Fianna Fáil             | Fianna Fáil                                    | 4. März 1973      |
| Mayo West            | Pádraig Flynn             |                     | Fianna Fáil             | Fianna Fáil             | Fianna Fáil                                    | 5. Juli 1977      |
| Mayo West            | Enda Kenny                |                     | Fine Gael               | Fine Gael               | Fine Gael                                      | 11. Dezember 1975 |
| Meath                | John Bruton               |                     | Fine Gael               | Fine Gael               | Fine Gael                                      | 21. April 1969    |
| Meath                | James Fitzsimons          |                     | Fianna Fáil             | Fianna Fáil             | Fianna Fáil                                    | 5. Juli 1977      |
| Meath                | Brendan Crinion           |                     | Fianna Fáil             | Fianna Fáil             | Fianna Fáil                                    | 4. März 1973      |
| Meath                | John Farrelly             |                     | Fine Gael               | Fine Gael               | Fine Gael                                      | 30. Juni 1981     |
| Meath                | James Tully               |                     | Labour                  | Labour                  | Labour                                         | 11. Oktober 1961  |
| Roscommon            | John Connor               |                     | Fine Gael               | Fine Gael               | Fine Gael                                      | 30. Juni 1981     |
| Roscommon            | Seán Doherty              |                     | Fianna Fáil             | Fianna Fáil             | Fianna Fáil                                    | 5. Juli 1977      |
| Roscommon            | Terry Leyden              |                     | Fianna Fáil             | Fianna Fáil             | Fianna Fáil                                    | 5. Juli 1977      |
| Sligo–Leitrim        | Joe McCartin              |                     | Fine Gael               | Fine Gael               | Fine Gael                                      | 30. Juni 1981     |
| Sligo–Leitrim        | Ted Nealon                |                     | Fine Gael               | Fine Gael               | Fine Gael                                      | 30. Juni 1981     |
| Sligo–Leitrim        | John Ellis                |                     | Fianna Fáil             | Fianna Fáil             | Fianna Fáil                                    | 30. Juni 1981     |
| Sligo–Leitrim        | Ray MacSharry             |                     | Fianna Fáil             | Fianna Fáil             | Fianna Fáil                                    | 29. Juli 1969     |
| Tipperary North      | David Molony              |                     | Fine Gael               | Fine Gael               | Fine Gael                                      | 30. Juni 1981     |
| Tipperary North      | Michael Smith             |                     | Fianna Fáil             | Fianna Fáil             | Fianna Fáil                                    | 5. Juli 1977      |
| Tipperary North      | John Joseph Ryan          |                     | Labour                  | Labour                  | Labour                                         | 4. März 1973      |
| Tipperary South      | Carrie Acheson            |                     | Fianna Fáil             | Fianna Fáil             | Fianna Fáil                                    | 30. Juni 1981     |
| Tipperary South      | Seán McCarthy             |                     | Fianna Fáil             | Fianna Fáil             | Fianna Fáil                                    | 30. Juni 1981     |
| Tipperary South      | Brendan Griffin           |                     | Fine Gael               | Fine Gael               | Fine Gael                                      | 4. März 1973      |
| Tipperary South      | Seán Treacy               |                     | Labour                  | Labour                  | Labour                                         | 11. Oktober 1961  |
| Waterford            | Austin Deasy              |                     | Fine Gael               | Fine Gael               | Fine Gael                                      | 5. Juli 1977      |
| Waterford            | Edward Collins            |                     | Fine Gael               | Fine Gael               | Fine Gael                                      | 2. Juli 1969      |
| Waterford            | Jackie Fahey              |                     | Fianna Fáil             | Fianna Fáil             | Fianna Fáil                                    | 21. April 1965    |
| Waterford            | Billy Kenneally           |                     | Fianna Fáil             | Fianna Fáil             | Fianna Fáil                                    | 21. April 1965    |
| Wexford              | Brendan Corish            |                     | Labour                  | Labour                  | Labour                                         | 4. Dezember 1945  |
| Wexford              | Lorcan Allen              |                     | Fianna Fáil             | Fianna Fáil             | Fianna Fáil                                    | 11. Oktober 1961  |
| Wexford              | Ivan Yates                |                     | Fine Gael               | Fine Gael               | Fine Gael                                      | 30. Juni 1981     |
| Wexford              | Michael D’Arcy            |                     | Fine Gael               | Fine Gael               | Fine Gael                                      | 5. Juli 1977      |
| Wexford              | Hugh Byrne                |                     | Fianna Fáil             | Fianna Fáil             | Fianna Fáil                                    | 30. Juni 1981     |
| Wicklow              | Ciarán Murphy             |                     | Fianna Fáil             | Fianna Fáil             | Fianna Fáil                                    | 4. März 1973      |
| Wicklow              | Paudge Brennan            |                     | Fianna Fáil             | Fianna Fáil             | Fianna Fáil                                    | 30. Juni 1981     |
| Wicklow              | Liam Kavanagh             |                     | Labour                  | Labour                  | Labour                                         | 2. Juli 1969      |
| Wicklow              | Godfrey Timmins           |                     | Fine Gael               | Fine Gael               | Fine Gael                                      | 14. März 1968     |

1. Dáil (1919–1921) |
2. Dáil (1921–1922) |
3. Dáil (1922–1923) |
4. Dáil (1923–1927) |
5. Dáil (1927) |
6. Dáil (1927–1932) |
7. Dáil (1932–1933) |
8. Dáil (1933–1937) |
9. Dáil (1937–1938) |
10. Dáil (1938–1943) |
11. Dáil (1943–1944) |
12. Dáil (1944–1948) |
13. Dáil (1948–1951) |
14. Dáil (1951–1954) |
15. Dáil (1954–1957) |
16. Dáil (1957–1961) |
17. Dáil (1961–1965) |
18. Dáil (1965–1969) |
19. Dáil (1969–1973) |
20. Dáil (1973–1977) |
21. Dáil (1977–1981) |
22. Dáil (1981–1982) |
23. Dáil (1982) |
24. Dáil (1982–1987) |
25. Dáil (1987–1989) |
26. Dáil (1989–1992) |
27. Dáil (1992–1997) |
28. Dáil (1997–2002) |
29. Dáil (2002–2007) |
30. Dáil (2007–2011) |
31. Dáil (2011–2016) |
32. Dáil (2016–2020) |
33. Dáil (2020–2024) |
34. Dáil (seit 2024)